# 滇越金星蕨
滇越金星蕨（学名：Parathelypteris indochinensis）为金星蕨科金星蕨属下的一个种。其种加词“indochinensis”意为“印度支那的”。